# ゲイリー・チャン (建築家)
ゲイリー・チャン (Gary Chang、張智強、1962年 - ）は、香港の建築家。EDGEデザイン・インスティテュートのマネージング・ディレクターを務める。

## 経歴
1962年、香港に生まれる。1987年に香港大学建築学科卒業後、1994年に建築設計事務所「EDGE」を設立し、住宅やホテルなどの設計のほか、家具や家庭用品のデザインに至るまで、多岐にわたるプロジェクトを手掛ける。

## 代表的な作品

### ドメスティック・トランスフォーマー
ドメスティック・トランスフォーマーと呼ぶ香港西湾河にある自宅アパートの改修プロジェクト。17階建てアパートの1室（32m2、約17畳）の室内空間を用途に応じて24種類のレイアウトに変形することを可能とし、空間の多機能化を図った。
過密人口による住宅難が常態化する香港で、空間資源の効率化を意図している。
このプロジェクトで、2009年のDFAアジアデザイン賞でGrand Awardを受賞した。

### 長城コミューンの「スーツケースの家」
ゲイリー・チャンのほか坂茂、隈研吾、厳迅奇ら総勢12人のアジアの現代建築家がそれぞれ独立した建物の設計を担当した長城コミューンのプロジェクトの宿泊施設うちのひとつ。全長44m、幅5m、床面積347m2の長方形の箱形の形状から「スーツケースの家」と名付ける。ドメスティック・トランスフォーマーと同様のコンセプトで、パネルやドアを組み替えて宿泊者の人間関係や親密さに応じた様々な用途の空間に変形させることができる。

### その他の作品
イタリアの家庭用品メーカーALESSIから発売された「カンフー・ティーセット」のデザインを担当した。

## 著書
- 『My 32m2 Apartment A 30-Year Transformation』（McCm Creations、2008年10月刊） ISBN 978-9889984267